# 标准音乐描述语言
标准音乐描述语言（英語：Standard Music Description Language，簡稱音述言或SMDL）是一个标记语言，这是一个超级媒体／时基结构化语言，标准通用标记语言应用。可以单独用于表示音乐信息，也可以与文本、图形或者其它出版或商业需要的信息（包括多媒体时序信息）结合使用。

## 应用领域
- 设计它是用于传输和存储的音乐和超级媒体信息。
- 多媒体信息，如数字音频录音都可以与其关联，并与音乐同步，并描述在标准音乐描述语言里头。
- 多媒体元素都会有自己的符号和编码。混合音乐和多媒体应用的例子包括：商务演示的合成音乐、现场声音、摘编、幻灯片变化信号等。

## 适用范围
- 它能够代表很多（但不是全部）的音乐风格。
- 标准音乐描述语言的目的主要是为了允许应用程序中性的交换所有这些音乐可以合理地表示普遍做法音乐记谱法。